# Bart Stevens
Bart Stevens, né le 29 janvier 1998 à Waalwijk, est un joueur de tennis néerlandais, professionnel depuis 2016.

## Carrière
Bart Stevens participe à quelques tournois en simple sur le circuit ITF à partir de 2016. Il réalise ses meilleurs résultats en 2019 avec deux demi-finales aux tournois d'Oldenzaal et d'Antalya.
En double, il remporte son premier titre sur le circuit ITF en 2018. En 2021, il remporte deux titres Challenger à Rennes avec Tim van Rijthoven et à Guayaquil avec Jesper de Jong et termine l'année aux portes du top 200 du classement ATP.
En 2022, il remporte à nouveau deux titres sur le circuit Challenger à Santa Cruz de la Sierra et Rome avec Jesper de Jong. Il remporte son premier match sur le circuit ATP au tournoi de Kitzbühel et termine la saison à la 133e place mondiale.
En 2023, il participe à son premier tournoi du Grand Chelem au tournoi de Roland-Garros 2023 avec son compatriote Tallon Griekspoor. En juillet, il participe au tournoi de Wimbledon avec le même partenaire et atteint les quarts de finale en battant notamment les 3e têtes de série Rajeev Ram et Joe Salisbury au premier tour.

## Palmarès

### Finale en double messieurs
| No | Date       | Nom et lieu du tournoi     | Catégorie | Dotation  | Surface    | Vainqueurs                       | Partenaire        | Score             |          |
| -- | ---------- | -------------------------- | --------- | --------- | ---------- | -------------------------------- | ----------------- | ----------------- | -------- |
| 1  | 27-01-2025 | Open Occitanie Montpellier | ATP 250   | 596 035 € | Dur (int.) | Robin Haase B. van de Zandschulp | Tallon Griekspoor | 67-7, 6-3, [10-5] | Parcours |

## Parcours dans les tournois duGrand Chelem

### En double messieurs
| 2023 | —                                                                                       | — | 1er tour (1/32) T. Griekspoor \|\| style="text-align:left;" \| M. Granollers H. Zeballos | 1/4 de finale T. Griekspoor \|\| style="text-align:left;" \| R. Bopanna M. Ebden       | 2e tour (1/16) M. Arnaldi \|\| style="text-align:left;" \| M. Arévalo J.-J. Rojer |  |
| 2024 | 1er tour (1/32) T. Griekspoor \|\| style="text-align:left;" \| L. Glasspool J.-J. Rojer | — | —                                                                                        | 1er tour (1/32) T. Griekspoor \|\| style="text-align:left;" \| F. Martin M. Middelkoop |                                                                                   |  |

N.B. : le nom du partenaire se trouve sous le résultat ; les noms des ultimes adversaires se trouvent à droite.

## Classements ATP en fin de saison
| Année          | 2016 | 2017 | 2018 | 2019 | 2020 | 2021 | 2022 | 2023 |
| Rang en simple | 1432 | 1989 | 1073 | 774  | 771  | 970  | –    | –    |
| Rang en double | 1231 | 928  | 531  | 438  | 410  | 209  | 133  | 73   |

Source : (en) Classements de Bart Stevens sur le site officiel de la Fédération internationale de tennis